# Puerto Piray
Puerto Piray är en ort i Argentina.   Den ligger i provinsen Misiones, i den nordöstra delen av landet, 1 000 km norr om huvudstaden Buenos Aires. Puerto Piray ligger 137 meter över havet och antalet invånare är 8 557.
Terrängen runt Puerto Piray är huvudsakligen platt. Puerto Piray ligger nere i en dal. Närmaste större samhälle är Puerto Eldorado, 6,9 km norr om Puerto Piray.
I omgivningarna runt Puerto Piray växer i huvudsak städsegrön lövskog. Runt Puerto Piray är det ganska glesbefolkat, med 21 invånare per kvadratkilometer.